# دانیال
دانیال (عبری و آرامی: Dāniyyēl، به معنای «خدا قاضی من است»، یونانی: Δανιήλ, Daniḗl) قهرمان کتاب دانیال است. دانیال از پیامبران بنی‌اسرائیل (به عقیده مسلمانان) و از بزرگ‌زادگان یهودی (به عقیده یهودیان) و هم‌زمان با کوروش بزرگ بوده‌است.
بنا به روایت‌ها او یکی از اشراف‌زادگان یهودی اورشلیم بود که در جوانی به‌دست شاه بابل نبوکدنصر دوم به بردگی گرفته و به بابل آورده شد. دانیال تا زمان فتح بابل به‌دست فاتح ایرانی کوروش بزرگ به نبوکدنصر و جانشینش خدمت کرد و در این بازه‌زمانی به خدای اسرائیل وفادار ماند.
تاریخ‌نگاران امروزین روی‌هم‌رفته بر این دیدگاه هستند که دانیال یک شخصیت دروغین و ساختگی است و کتاب او در زمان آنتیوخوس چهارم پادشاه سلوکی ساخته شده‌است.
محمدحسین طباطبایی بدون اشاره به نام دانیال، حمله کورش بزرگ به بابل را عامل نجات یهودیان، بازگشت آنان به بیت‌المقدس و رونق گرفتن دوباره آئین آنان معرفی می‌کند. به گفته طباطبایی، زمان روگرفت این پیش‌آمد «چهارصد و پنجاه قبل از میلاد بوده‌است.»
شش شهر مدعی هستند که از آرامگاه دانیال میزبانی می‌کنند که شناخته‌ترین آن‌ها شهر شوش در جنوب غربی ایران است. یهودیان او را همانند یک پیامبر نپذیرفتند، ولی ربی‌های یهودی وی را برجسته‌ترین یهودی از میان اسیران بابل به‌شمار می‌آورند و در سده نخست میلادی داستان‌های بسیاری دربارهٔ اعمال او در زمان اسارت نوشته‌اند. چندی از شاخه‌های مسیحیت نیز دانیال را به عنوان یک پیامبر به رسمیت می‌شناسند. گرچه در قرآن از او نامی برده نشده، ولی مسلمانان و منابع اسلامی او را یک پیامبر (نبی) به‌شمار می‌آورند.

## پیشینه
نام دانیال از ترکیب دان و پسوند -ال به معنی خدا گرفته شده‌است که به معنی «خداوند قاضی من است» می‌باشد. دانیال در کتاب دانیال در کتاب مقدس مورد توجه ویژه قرار می‌گیرد و در آنجا داستان زندگی وی و رؤیای وی از آخرالزمان تصویر می‌شود. دانیال به دلیل درستکاری و حکمتش و پایداریش در ایمان به خدای اسرائیل مورد توجه ویژه قرار می‌گیرد. عیسی مسیح نیز در اناجیل چهارگانه در سخنان خود از دانیال با احترام سخن می‌گوید و محقق شدن پیشگویی‌های دانیال نبی توسط خداوند اشاره می‌کند.

## دانیال در دربارنبوکد نصر
کتاب دانیال با داستان زندگی دانیال شروع می‌شود. دانیال یکی از یهودیانی است که بعد از حمله بابلیان به یهودا اسیر شد و به سرزمین بابل در عراق امروزی منتقل می‌شود. در کتاب دانیال وی یکی از شاهزادگان یهودیه و دارای نژاد معتبر است.
در سال سوم سلطنت یهویاقیم پادشاه یهودا، نبوکدنصر پادشاه بابل با سپاهیان خود به اورشلیم حمله کرد و آن را محاصره نمود. خداوند اجازه داد که او یهویاقیم را به اسارت گیرد و ظروف مقدس خانه خدا را غارت کند. او کسانی را که اسیر کرده بود با خود به معبد خدای خویش در بابل برد و ظروف را در خزانه معبد گذاشت. نبوکدنصر به وزیر دربار خود اشفناز دستور داد از میان شاهزادگان و اشرافزادگان یهودی اسیر شده، چند تن را انتخاب کند و زبان و علوم بابلی را به آنان یاد دهد. این افراد می‌بایست جوانانی باشند بدون نقص عضو، خوش‌قیافه، با استعداد، تیزهوش و دانا، تا شایستگی خدمت در دربار را داشته باشند. دانیال در دربار بابل دارای نام بابلی بلتشازار می‌شود. دانیال و همراهان وی در دربار بابل حاضر نمی‌شوند غذای آلوده بابلیان که برای خدایان دیگر تقدیم شده‌اند را میل کنند و او و همراهانش توسط خداوند دارای حکمت بی پایان می‌شوند که این حکمت از تمامی جادوگران و پیشگویان بابلی پیشینه می‌گیرد. نبوکدنصر در خواب رؤیایی می‌بیند و دانیال تنها کسی است که می‌تواند رؤیای وی را تفسیر کند. دانیال به نبوکدنصر می‌گوید که به دلیل دشمنی وی با خدای اسرائیل، خداوند مادها و پارسها را بر وی مسلط خواهد کرد و پادشاهی او نابود خواهد شد.

## رویاهای دانیال
در سال سوم بعد از حضور دانیال در دربار پارسیان، دانیال رویاهایی می‌بیند. در این رؤیا چهار موجود شرور از دریا بیرون میایند و آخرین دارای ده شاخ است. شاخ یازدهمی ایجاد می‌شود و بر کل زمین مسلط می‌شود. در این هنگام آن «قدیمی روزها (خداوند)» قدرت خود را به فردی مانند «فرزند آدم» می‌دهد. در رؤیای بعدی دانیال می‌بیند که قوچی با دو شاخ به بزی تکشاخ حمله می‌کند. تکشاخ می‌شکند و با چهارشاخ جایگزین می‌شود. شاخی کوچک ایجاد می‌شود و به مردم خدا و معبد مقدس حمله می‌کند. دانیال می‌بیند که دوران تسلط تکشاخ بر دنیا چقدر است. در رؤیای سوم دانیال می‌بیند که اورشلیم به مدت ۷۰ سال مخروبه می‌شود. دانیال از طرف مردمش یهودیان توبه می‌کند و درخواست می‌کند که خداوند اورشلیم را آباد کند. فرشته ای به او در مورد ۷۰ هفت (هفته) از سال می‌گوید. در ادامه رؤیا دانیال درگیری شدیدی بین پادشاه شمال و پادشاه جنوب می‌بیند که در آن پیروان خداوند مورد آزار شدید قرار می‌گیرند. فرشته به دانیال می‌گوید که در پایان مدت مردمان خدا پیروز شده و پادشاهی خداوند در زمین برقرار می‌شود.

## مرگ و آرامگاه دانیال

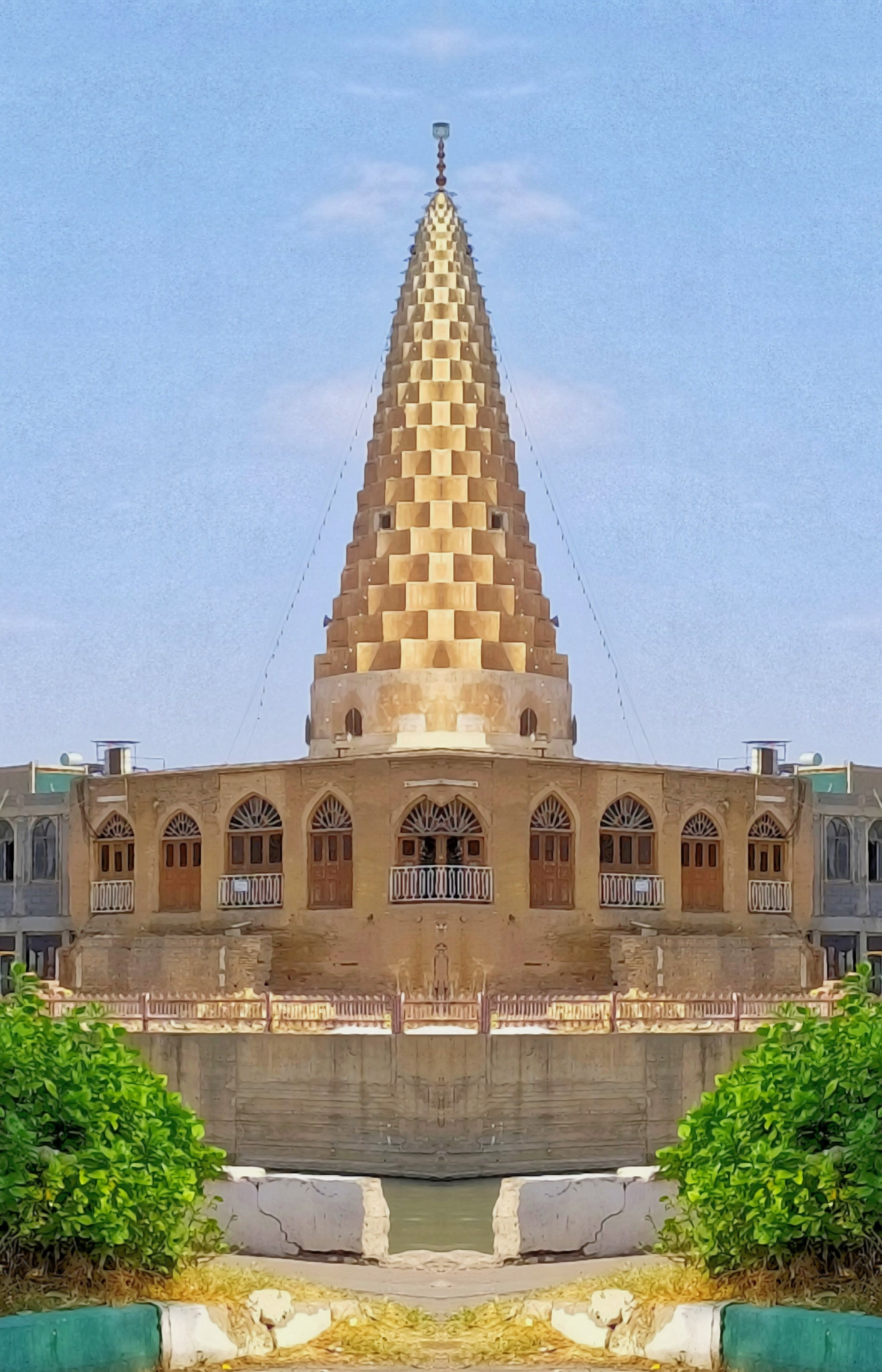
نگاره‌ای از آرامگاه دانیال

زمان دقیق زندگی دانیال مشخص نیست؛ ولیکن معمولاً تصور می‌شود که او تا سال سوم زندگی کوروش هخامنشی (دانیال ۱۰:۱) زنده بود؛ ولیکن او در آن زمان احتمالاً حدود ۱۰۰ سال سن داشته‌است، زیرا در زمان سقوط بابل او در نوجوانی بود. محل دفن او به قطع مشخص نیست، ولیکن بیشترین محل مورد گمان آرامگاه دانیال نبی در شوش در ایران است. مکانهای دیگری در عراق، بابل، مصر و سمرقند نیز ادعای مقبره دانیال را دارند. بعضی نوشته‌ها ادعا می‌کنند که تیمورلنگ بقایای دانیال را از بابل به شوش آورد.
یوسفوس فلاویوس تاریخدان یهودی در نوشتارهای خود بیان کرده‌است که دانیال در اکباتان به همراه پادشاهان پارسی دفن شده‌است؛ ولیکن بیشتر نوشتارهای یهودی معتقدند وی در شوش دفن شده‌است و در کنار منزل وی، باقیماندهٔ وسایل معبد سلیمان موجود است. بر اساس نوشتارهای یهودی درگیری بر سر جسد دانیال در شوش درگرفت و سپس خانه ای برای عبادت خدای دانیال برای تمام پیروان خدای او ایجاد شد. ماهیگیری در اطراف معبد وی ممنوع شد و هر کسی که به خدای دانیال اعتقاد نداشت به صورت معجزه آسایی در رودخانه غرق می‌شد اگر قصد وارد شدن به محوطه معبد وی را داشت.

## دربارهٔ دانیال

### کتابحزقیال
در کتاب حزقیال نبی، که معاصر دانیال بود، او به عنوان مرد درستکار و صاحب حکمت یاد شده‌است؛ ولیکن نوع نوشتن دانیال در کتاب دانیال و در کتاب حزقیال متفاوت است که ممکن است اشاره به فردی دیگر باشد.

### داستان شوشانا
در داستان شوشانا دانیال دختر یهودی جوانی را از دست تهمتهای بزرگان یهودی نجات می‌دهد. در این داستان بزرگان یهودی به دختر جوان تهمت نانجیبی می‌دهند ولیکن دانیال با مطالعه متوجه می‌شود دلیل این مسئله آن است که دختر جوان به آنان جواب رد داده‌است. در این داستان برخلاف بیشتر داستانهای کتاب مقدس شرورها یهودی و نه جنتیل هستند. به نظر می‌رسد این داستان به درگیری فریسیان و صدوقیان اشاره داشته و نظر فریسیان در مورد سوء استفاده صدوقیان از قدرت خود را بیان می‌کند.

### بل و اژدها
در بخش دیگری از کتاب مقدس به نام بل و اژدها که توسط برخی از مسیحیان مورد قبول نیست، دانیال در دربار کوروش هخامنشی حضور دارد و موفق می‌شود پادشاه را به نابودی معبد بل و پرستش خدای بنی اسرائیل ترغیب کند.

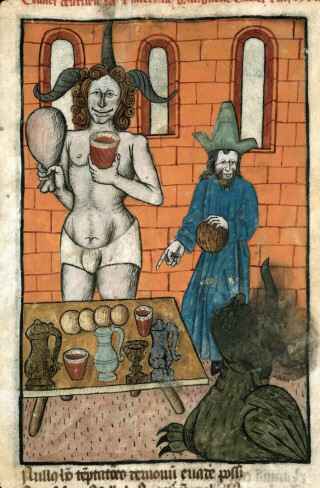
دانیال، بل و اژدها، نقاشی قرن پانزدهم.

## در مسیحیت
در عهد جدید در کتاب مقدس در انجیل متی فصل ۲۴ به دانیال اشاره می‌شود. عیسی مسیح خطاب به حواریون در مورد پیشبینیهای دانیال می‌گوید:
 وقتی دیدید که عمل شنیعی که مایه تخریب است گفته شده توسط دانیال پیامبر، ایستاده در مکان مقدس اتفاق افتاد (بگذارید خواننده بفهمد)، بگذارید که آنهایی که در یهودیه زندگی می‌کنند به کوه‌ها فرار کنند. - انجیل متی، فصل ۲۴، آیات ۱۵ و ۱۶
این گفتار در انجیلهای لوقا و مرقس نیز بدون ذکر نام دانیال تکرار شده‌است.
در تمام شاخه‌های مسیحیت دانیال پیامبری مهم محسوب شده و رؤیای وی از آخرالزمان مورد اشاره قرار می‌گیرد.

## در اسلام
نام دانیال در قرآن ذکر نشده‌است؛ ولی بیشتر مسلمانان او را به عنوان یکی از پیامبران در اسلام قبول دارند. در حدیثهای مسلمانان شیعه دانیال به‌طور مشخصی یکی از انبیاء است ولیکن در بین کتب حدیث مسلمانان سنی نام مشخصی از دانیال برده نشده‌است و تنها ذکر از او در کتاب اسرائیلیات است. امامهای شیعه در موارد مختلف به دانیال به عنوان یکی از انبیاء اشاره می‌کنند.
نام دانیال در حدیث و روایات مربوط به پیامبران ذکر شده‌است. در تمامی نسخه‌های کتاب قصص الانبیا دانیال به عنوان یکی از پیامبران ذکر شده‌است.

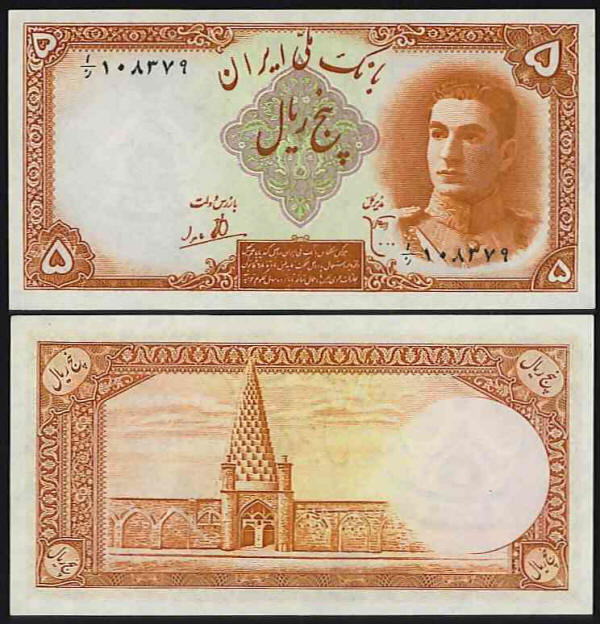
پنج ریالی زمان پهلوی دوم- پشت اسکناس تصویر آرامگاه دانیال

در بعضی جاها جهت اشاره بهتر به معنی دانیال که (خداوند حاکم من است) پیش وند (مها) را به کار می‌برند. مها در معنی یعنی بزرگ و زیبا. اسم (مها دانیال) یعنی خداوند بزرگ زیبا حاکم من است.
بعضی کتب اسلامی اشاره می‌کنند که بعد از فتح شوشتر توسط عمر نوشتارهای آخرالزمانی در یک قبر کشف شد که به نظر می‌آمد بقایای دانیال نبی باشد و به درخواست عمر بدن دانیال مورد دفن مجدد قرار گرفت. دانیال همچنین در کتاب هزار و یک شب نیز مورد اشاره قرار می‌گیرد که داستان اتهام شوشانا مورد اشاره قرار می‌گیرد و از دانیال به عنوان نبی یاد برده می‌شود.
جعفر صادق امام ششم شیعیان در مورد دانیال گفته‌است: «او توسط الله مورد الهام قرار گرفته بود. او یکی از پیامبران بود و خداوند به او تفسیر رؤیاها را یاد داد. او درستکار و حکمت‌دار بود.»

## کتابشناسی
- Collins, John J. (1984). Daniel: With an Introduction to Apocalyptic Literature. Eerdmans. ISBN 978-0-8028-0020-6.
- Collins, John J. (1999). "Daniel".  In Van Der Toorn, Karel; Becking, Bob; van der Horst, Pieter Willem (eds.). "consensus""Daniel+never+existed"#v=onepage&q="consensus""Daniel%20never%20existed"&f=false Dictionary of Deities and Demons in the Bible. Eerdmans. ISBN 978-0-8028-2491-2.
- Coogan, Michael (2008). The Old Testament: A Very Short Introduction. Oxford University Press. ISBN 978-0-19-971946-4.
- Day, John (1980). "The Daniel of Ugarit and Ezekiel and the Hero of the Book of Daniel". Vetus Testamentum. 30 (2).
- Doukhan, Jacques (2000). Secrets of Daniel: Wisdom and Dreams of a Jewish Prince in Exile. Review and Herald Pub Assoc. ISBN 978-0-8280-1424-3.
- Ginzberg, Louis (1998). "The+most+distinguished+member+of+the+Babylonian+diaspora+was+Daniel"#v=onepage&q="The%20most%20distinguished%20member%20of%20the%20Babylonian%20diaspora%20was%20Daniel"&f=false The Legends of the Jews. Vol. 4. JHU Press. ISBN 978-0-8018-5893-2.
- Miller, Stephen R. (1994). Daniel. B&H. ISBN 978-0-8054-0118-9.
- Noegel, Scott B.; Wheeler, Brannon M. (2002). "Daniel+is+not+mentioned+by+name+in+the+Quran"#v=onepage&q="Daniel%20is%20not%20mentioned%20by%20name%20in%20the%20Quran"&f=false Historical Dictionary of Prophets in Islam and Judaism. Scarecrow Press. ISBN 978-0-8108-6610-2.
- Redditt, Paul L. (2009). Introduction to the Prophets. Eerdmans. ISBN 978-0-8028-2896-5.
- Reid, Stephen Breck (2000). "Daniel, Book of".  In Freedman, David Noel; Myers, Allen C. (eds.). "The+book+of+Daniel+contains+two"#v=onepage&q="The%20book%20of%20Daniel%20contains%20two"&f=false Eerdmans Dictionary of the Bible. Eerdmans. ISBN 9789053565032.
- Seow, C.L. (2003). Daniel. Westminster John Knox Press. ISBN 978-0-664-25675-3.
- Spencer, Richard A. (2002). "Additions to Daniel".  In Mills, Watson E.; Wilson, Richard F. (eds.). The Deuterocanonicals/Apocrypha. Mercer University Press. ISBN 978-0-86554-510-6.
- Stone, Michael E. (2011). "Daniel+does+not""prophetic+books"#v=onepage&q="Daniel%20does%20not""prophetic%20books"&f=false Ancient Judaism: New Visions and Views. Eerdmans. ISBN 978-0-8028-6636-3.
- Towner, Wayne Sibley (1984). Daniel. Westminster John Knox Press. ISBN 978-0-664-23756-1.
- Walton, John J. (1994). "Aqhat"Niqmadu+III"#v=onepage&q="Aqhat"Niqmadu%20III"&f=false Ancient Israelite Literature in Its Cultural Context. Zondervan. ISBN 978-0-310-36591-4.
- Wesselius, Jan-Wim (2002). "The Writing of Daniel".  In Collins, John J.; Flint, Peter W.; VanEpps, Cameron (eds.). The Book of Daniel: Composition and Reception. Brill. ISBN 0-391-04128-2.